# Portada/article novembre 21

## Palau de la Música Catalana
El Palau de la Música Catalana és un auditori de música situat al barri de Sant Pere (Sant Pere, Santa Caterina i la Ribera) de Barcelona. Va ser projectat per l'arquitecte barceloní Lluís Domènech i Montaner, un dels màxims representants del modernisme català. La construcció es va portar a terme entre els anys 1905 i 1908, amb solucions a l'estructura molt avançades, amb l'ús dels nous perfils laminats, una estructura central metàl·lica estabilitzada pel sistema de contraforts i voltes perimetrals d'inspiració gòtica i amb l'aplicació de grans murs de vidre i la integració de totes les arts aplicades: escultura, mosaic, vitrall i forja.